# Jury (Moselle)

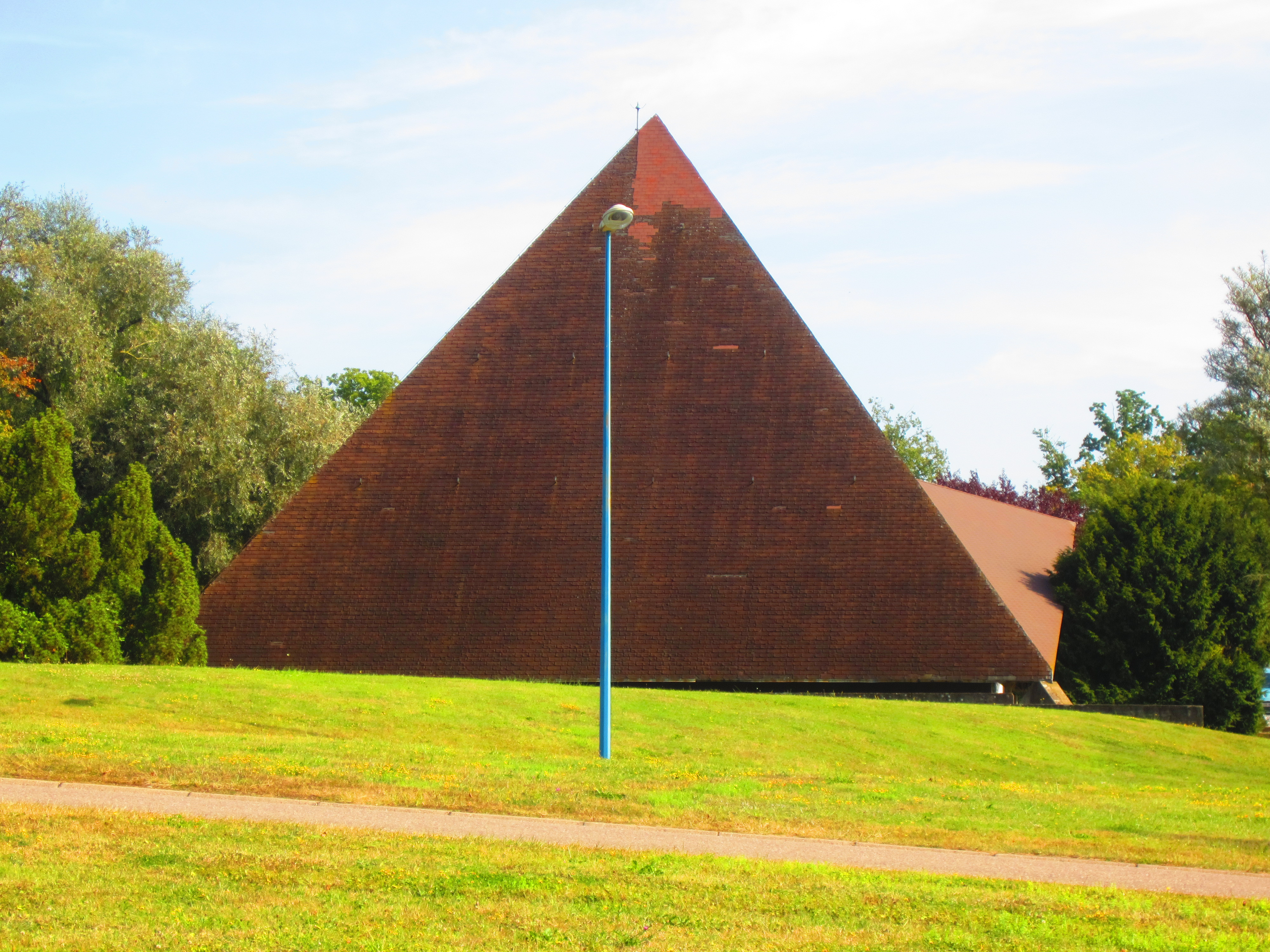
Kapelle der Klinik Jury

Jury ist eine französische Gemeinde mit 1383 Einwohnern (Stand 1. Januar 2022) im Département Moselle in der Region Grand Est (bis 2015 Lothringen). Sie gehört zum Arrondissement Metz.

## Geographie
Die Gemeinde Jury liegt in Lothringen, sieben Kilometer südöstlich von Metz und acht Kilometer nordöstlich von Verny, auf einer Höhe zwischen 191 und 245 m über dem Meeresspiegel. Das Gemeindegebiet umfasst 3,12 km². 
Durch das Gemeindegebiet von Jury führen die autobahnartig ausgebaute D955 von Metz nach Château-Salins und die Bahnlinie von Metz nach Saint-Avold (Sankt Avold).

## Geschichte
Das Dorf wurde 1128 erstmals als Gury erwähnt. Die Ortschaft gehörte früher zum Bistum Metz. Während des Deutsch-Französischen Krieges brannte das Dorf am 27. September 1870 nieder.
Durch den Frankfurter Frieden vom 10. Mai 1871 kam die Region an das deutsche Reichsland Elsaß-Lothringen, und das Dorf wurde dem Landkreis Metz im Bezirk Lothringen zugeordnet. Die Dorfbewohner betrieben Getreidebau und Viehzucht.
Nach dem Ersten Weltkrieg musste die Region aufgrund der Bestimmungen des Versailler Vertrags 1919 an Frankreich abgetreten werden. Im Zweiten Weltkrieg war die Region von der deutschen Wehrmacht besetzt.
1915–1918 und 1940–1944 trug der Ort den eingedeutschten Namen Giringen.

### Demographie
| Jahr      | 1962 | 1968 | 1975 | 1982 | 1990 | 1999 | 2007 | 2019 |
| Einwohner | 127  | 145  | 692  | 807  | 792  | 978  | 1184 | 1223 |

## Wappen
Die beiden Herrschaften, zu denen Jury früher gehörte, finden sich noch im Gemeindewappen: die drei blauen Sparren symbolisieren das Saulnois; Wolke, Arm und Schwert sind die Attribute des Kapitels der Kathedrale von Metz.